# Tohono O'odham
Les Tohono O'odham sont une tribu amérindienne du sud-ouest des États-Unis. Les conquistadores les ont d'abord appelés Papago. Ils résidaient alors dans le désert de Sonora. D'ailleurs, leur nom signifie « peuple du désert ». Aujourd'hui, la plus grande réserve est située entre Tucson et Ajo. Ils partagent des caractéristiques linguistiques avec les Akimel O'odham (« Peuple de la rivière »), dont le territoire se trouve juste au sud de Phoenix, le long de la Gila River. 
L'origine des Tohono O'odham reste soumise à controverse : certains spécialistes pensent qu'ils ont migré vers le nord, il y a environ 300 ans ; d'autres affirment qu'ils sont les descendants des Hohokams, qui ont bâti Casa Grande. Les franciscains espagnols ont christianisé de force les Tohono O'odham : ces derniers les ont aidé à construire la mission San Xavier del Bac, à la fin du XVIIIe siècle. Mais l'acculturation ne s'est pas faite sans résistance et les colons ont été confrontés à plusieurs révoltes au cours des XVIIe et XVIIIe siècles.